# Kršćanstvo u 1940.
◄◄ | ◄ | 1937. | 1938. | 1939. | 1940.  | 1941. | 1942. | 1943. | ► | ►►
Arhitektura • Astronomija • Biologija • Film • Fotografija • Glazba • Kazalište • Kemija • Kiparstvo • Knjige • Književnost • Kršćanstvo • Meteorologija • Medicina • Planinarstvo • Politika • Pravo • Promet • Slikarstvo • Strip • Šport • Televizija • Znanost • Zrakoplovstvo • Željeznički promet
Kršćanstvo u 1940.

## Hrvatska i u Hrvata

### Događaji
- U Svetom Križu Začretju održan je euharistijski kongres.[1]

## Vanjske poveznice
|  | Zajednički poslužitelj ima još gradiva o temi Kršćanstvo u 1940. |